# Cruz de los Ángeles

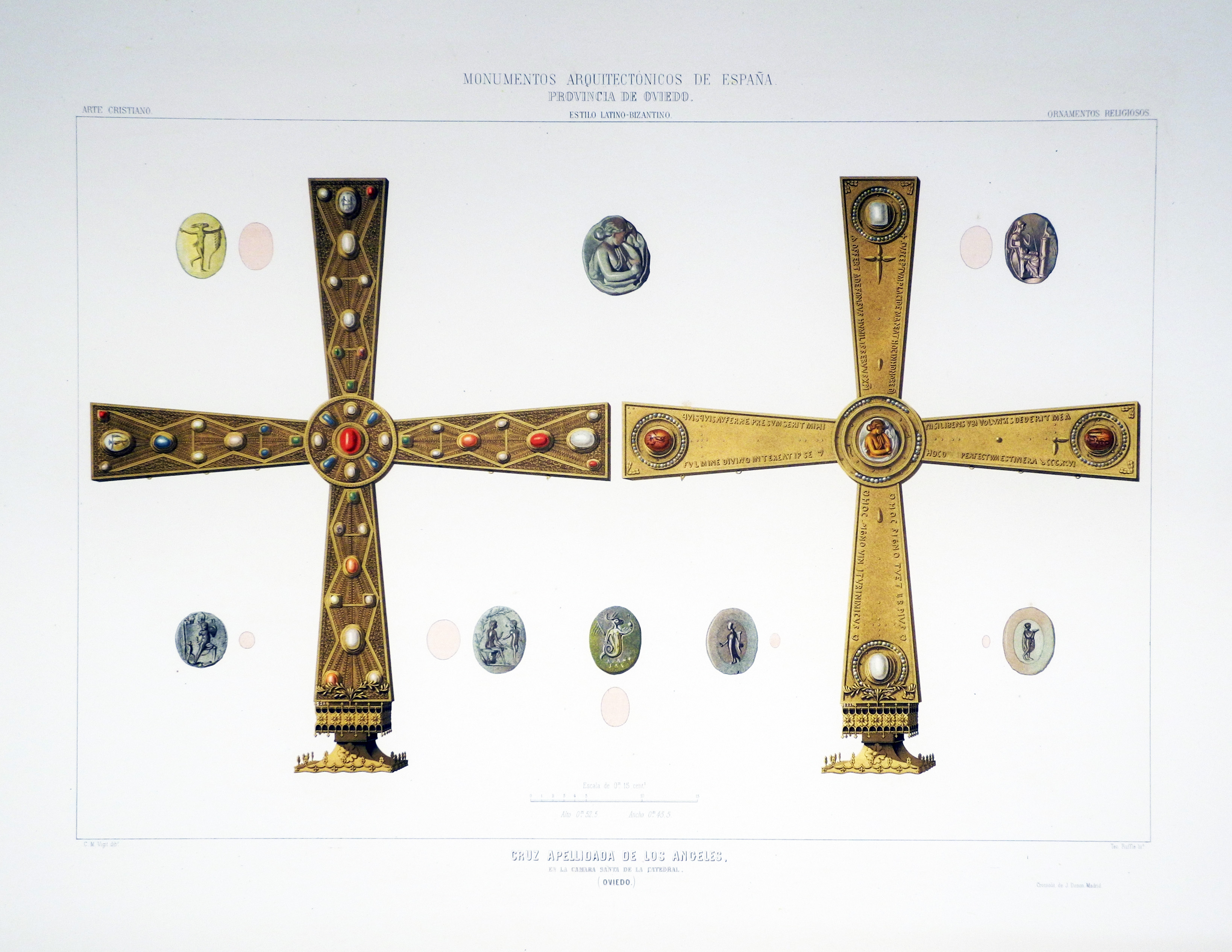
Ilustración Cruz de Oviedo. Miguel Civil, Ciriaco. (1861). Archivo Museo Academia Real de San Fernando

La cruz de los Ángeles es una cruz-relicario en forma de cruz griega, concretamente se trata de una pieza mueble, que se encuentra depositada en la Cámara Santa de la catedral de San Salvador de Oviedo, en el Principado de Asturias (España). Fue realizada a principios del siglo IX y, según consta en una inscripción colocada en el reverso de la cruz, en el año 808 fue donada a la catedral ovetense por Alfonso II el Casto, rey de Asturias.

## Historia
Esta pieza se unió a las donaciones pías que actualmente forman parte de la monarquía asturiana gracias a Alfonso II (791-842), conocido como el rey Casto. El rey entregó la Cruz de los Ángeles a la iglesia de San Salvador de Oviedo en honor a Dios en el año 808 convirtiéndose así, en la joya más antigua de las conservadas. Actualmente, es el símbolo tanto de la Catedral como de la ciudad de Oviedo.
Hoy en día, lo interpretamos como un signo de gratitud del monarca tras haber sido repuesto en el trono tras haber pasado varios años recluido en un monasterio.
Alfonso II, el Casto, vivió aproximadamente entre los años 791 y 842, fue un gran promotor de obras y de esta forma manifestó su poder. Según las crónicas, dicen que fue el primero que instauró el trono de una urbe regia.
Llevó a cabo la reconstrucción de la basílica de San Salvador conocida como “Sancta Ovetensis” que llegó a ofrecer como refugio a todos aquellos que huían de la invasión musulmana. Esta basílica se convirtió en un lugar de peregrinación debido a su cámara Santa donde se encuentran los tesoros y reliquias entre ellos destacamos a Cruz de los Ángeles.

## Origen
En cuanto a la pieza de la Cruz de los Ángeles los investigadores y estudiosos formulan una serie de hipótesis respecto a su origen:
Una de las principales hipótesis que se manejan es la del arquitecto gallego D. Carlos Sanchez-Montaña que tras años de estudio de la figura de Octavio Augusto dentro de la historia de Lucus Augusti, la actual Lugo, afirma que las joyas que se encuentran en el reverso de la cruz podrían haber pertenecido al tesoro del emperador Augusto. A la hora de realizar esta interpretación se basa en argumentos como en los detalles que posee el camafeo, además de los entalles presentes en la parte posterior de la pieza. Esta pieza considerada, en teoría, parte del tesoro del emperador Augusto, se encuentra en la parte superior del reverso de la Cruz de los Ángeles.
Otra de las hipótesis que se manejan se encuentra en el pasaje de la Crónica Silense, donde se encuentra por primera vez redactada la leyenda que gira en torno a la Cruz de los Ángeles. La historia mítica cuenta que esta pieza fue fabricada por los mismísimos ángeles que se habían presentado ante el rey Alfonso II bajo la apariencia de orfebres. Con el oro y las joyas del monarca estos ángeles llevaron a cabo la obra para posteriormente ofrecer a la Iglesia de San Salvador. Cuando el rey fue a visitar los orfebres extranjeros se encontró que en la estancia donde estos trabajaban cuando un fuerte resplandor que emanaba de la cruz ya finalizada iluminó toda la estancia. Por esto la cruz es conocida como la Cruz de los ángeles y la moraleja de la historia podría venir a explicar que los orfebres que realizaron la pieza se identificaron como artistas extranjeros que podrían aportar nuevas técnicas o el empleo de materiales novedosos.

## Descripción formal
Esta cruz  ovetense se trata de una cruz gemada y patada (con los brazos ensanchados) y de forma griega. Está recubierta con filigrana de oro e incrustaciones de pedrería de origen romano. De esta forma, asistimos al abandono de la cruz tradicional realizada con láminas metálicas, más propias de la Antigüedad tardía. Un antecedente inmediato y muy parecido es la gran cruz del tesoro de Guarrazar.
Lo cierto es que la técnica aquí utilizada carece de antecedentes tanto en el mundo hispano como en el resto del continente, siendo esta cruz la primera en emplearla. Además, también es única en su contexto espacial posterior, pues esta técnica solo vuelve a aparecer en otra cruz donada por Alfonso III en el 874, que era una copia de la Cruz de los Ángeles. Lo que sí se puede observar es una cierta influencia bizantina y carolingia en la forma y en la soldadura de los engastes.
Hay que aclarar que el arcaísmo formal y técnico que caracteriza esta cruz fue conscientemente escogido por los autores de la misma.
Los camafeos que observamos en la pieza, de temas clásicos o mitológicos, datan del período romano y fueron reutilizados para esta obra. Esto podría sugerirnos la identificación del rey con los gobernantes de aquel imperio. En cuanto a las escenas representadas en ellos, son escenas bucólicas o rurales  y mitológicas. La técnica utilizada en ellos es la aguada verde y gris sobre un papel avitelado agarbanzado.
Flanqueando la cruz nos encontramos con las ciudades de Jerusalén y Belén a cada lado, vinculadas con el concepto de la Jerusalén celeste, de la misma forma que la que se observa en la parte superior del templo.
El anverso de la cruz está adornado con cuarenta y ocho piedras, en forma de cabujón, o símbolo más (+), siendo cinco de ellas entalles de época romana reutilizados, y también está ornada con labores de filigrana que incrusta pedrería polícroma. Algunas de las piedras son semipreciosas, como granates y ágatas.
El reverso de la cruz está recubierto con una lámina lisa de oro, y en cada uno de los cuatro brazos de la cruz aparece una inscripción en letras de oro. Asimismo, en cada uno de los cuatro extremos de la parte posterior de la cruz hay una gema rodeada por dos círculos de pequeñas piedras. En el disco central del reverso había un camafeo romano de ágata, rodeado por un círculo con perlas y pedrería. No obstante, dicho camafeo fue sustituido por otro, realizado en Alemania, tras el robo de 1977.
De los camafeos romanos incrustados en la cruz, uno de ellos representa a una joven campesina romana, otro a la diosa Atenea, otro muestra una cabeza caprina con cuerpo de serpiente, y otro a Eneas abandonando la ciudad de Troya.
Aunque en numerosas versiones heráldicas la Cruz de los Ángeles aparece representada con las letras alfa y omega colgando de los brazos de la cruz, los expertos en historia del arte aún no han alcanzado un acuerdo sobre si de la cruz colgaron alguna vez dichos símbolos en el pasado.

## Inscripciones
La Cruz de los Ángeles soporta una inscripción cuyo contenido puede dividirse en cuatro secciones, colocadas en el reverso de la cruz señalando la fecha en que fue realizada. En el año 808 de la Era Cristiana, junto con el nombre del donante, el primer rey asturiano: Alfonso II el Casto. Hoy en día podemos leerlos, como apreciar las formas por una restauración completa llevada a cabo entre 1979 y 1986, tras el robo de la pieza en 1977.
Inscripción votiva en latín donde en primer lugar, se habla del acto de donación, siendo el sujeto en tercera persona. En segundo lugar, la cláusula conmemorativa de protección del donante. En tercer lugar, la expresión de la fecha. Y por último, la primera aparición del lema epigráfico, que será por excelencia en el futuro el lema de los reyes asturleoneses: hoc signo tueturm pius, hoc signo vincitur inimicus. Que viene a significar “Con este signo serás protegido, con este signo será vencido el enemigo”. 
Una de las inscripciones colocadas en el reverso de la cruz señala la fecha en que fue realizada en el 808 del Calendario actual, año 846 de la era Hispánica, ]. En el reverso de la cruz de los Ángeles se encuentran soldadas las siguientes leyendas, compuestas a partir de letras de oro:
En el reverso de la cruz, que se debe leer en el siguiente orden, brazo superior-inferior-primera línea brazo, derecho-primera lado izquierdo-segunda lado derecho-segunda lado izquierdos. Se encuentran soldadas en oro lo siguiente en orden.
- Brazo superior:

"SVSCEPTVM PLACIDE MANEAT HOC IN HONORE DI OFFERT ADEFONSVS HVMILIS SERVVS XPI"

- Brazo derecho (brazo izquierdo del observador):

"QVISQVIS AVFERRE PRAESVNSERIT MIHI FVLMINE DIVINO INTEREAT IPSE"

- Brazo izquierdo (brazo derecho del observador):

"NISI LIBENS VBI VOLVNTAS DEDERIT MEA HOC OPVS PERFECTVM EST IN ERA DCCCXLVI"

- Brazo inferior:

"HOC SIGNO TVETVR PIVS HOC SIGNO VINCITVR INIMICVS"

### Traducción
Las inscripciones colocadas en el reverso de la cruz, traducidas al castellano, vienen a decir:
“Permanezca esto gratamente acogido en honor de Dios. Alfonso, humilde esclavo de Cristo, lo ofrece. Quien se atreviere a arrebatarme, excepto donde mi libre voluntad me dejaré, sea muerto por el rayo divino. Esta obra fue acabada en la era 846 (año 808). Con este signo se protege al piadoso, con este signo se vence al enemigo."
Alfonso II encargó esta obra como símbolo de su legitimación política, para consolidar definitivamente su acceso al trono, en un momento en el que el poder civil y la religiosidad están superdotados el uno al otro. El empleo de la  voz pasiva y de la tercera persona excluye todo gesto de rebajamiento personal por parte del monarca en la entrega. El uso de la fórmula apostólica debe de estar vinculada a alguna circunstancia particular devoccion  de Alfonso II, que no encontramos transmitida a los sucesores del trono asturleonés.

## Función
No se sabe a ciencia cierta cuál fue la función de esta cruz. Originariamente, no dispuso de un astil para ser colocada sobre la mesa de un altar, ni estuvo pensada para descansar sobre él. Schlunk propuso que su finalidad debía ser procesional, y habría sido llevada de la manera que se muestra en el mosaico septentrional del Santuario de San Vitale de Rávena, donde, en el séquito de Justiniano, se observa al obispo Maximiano portando una cruz similar, que, de igual forma, carece de astil.
Aunque no queda totalmente descartado lo anterior, hay que mencionar una cuestión. Los pendilia presentes en la cruz dificultaría su agarre, y, además, la filigrana de la superficie del brazo inferior podría acabar deteriorada por aplastamiento y el roce al ser empuñada. 
Es más, estos pendilia sólo tendrían sentido si permaneciesen colgados, lo que estaría señalando a una exposición vertical de la cruz, que posiblemente descansase sobre un soporte metálico que contaba con pletinas angulares con perfil de alcayata, sobre las que repasarían los brazos laterales.

## Significado
En cuanto a los múltiples significados que se le atribuyen a la pieza de la Cruz de los Ángeles, los principales son:
Su significado  en cuanto a la ordenación numérica, esto explicaría la simbología de los números dentro de la cruz, en el caso del 4 y del 12 se trata de números básicos que se relacionan con la exégesis cristiana. El número 4 hace referencia a los cuatro evangelios también puede referirse a los cuatro profetas, los cuatro ríos que se encuentran en el paraíso. En cuanto al número 12, se encontraron relaciones principalmente con los doce apóstoles, además de con las doce tribus de Israel o los doce profetas menores. También es destacable que el número 12 sea producto de la multiplicación de los números 4 y 3. 
También encontramos el simbolismo y significado espiritual de la representación de las ciudades de Jerusalén Celeste que se encuentra en relación con la representación superior de la iglesia donde se encuentra y la referencia a la ciudad de Belén.

## Influencias
Siendo la raíz de una tradición, a su vez se vincula y bebe del panorama internacional europeo. La conexión más latente sería con la Cruz de Desiderio, hecha 50 años antes, donada por el monarca al monasterio de Santa Giuilia de Brescia. Cruz del último rey longobardo, donde vemos una conexión de esa tradición goda, como también,  por la distribución de las piedras y cabujones a lo largo de los extremos de la obra. 
Mientras que la filigrana responde a otras cruces de la península itálica, se vincula a modelos extranjeros quizá de orígenes celtas. Al igual que estas cruces patadas se enlazan, comparten, una función religiosa, votiva como conmemorativa.
La Cruz de los ángeles será un modelo a copiar en momentos posteriores como la Cruz de la Victoria, siendo esta una copia íntegra, sobre todo en sus inscripciones en las que expresa un voto conmemorativo.